# Тисменицька міська територіальна громада
Тисменицька міська громада — територіальна громада в Україні, в Івано-Франківському районі Івано-Франківської області. Адміністративний центр — м. Тисмениця.
Площа громади — 249,7 км², населення — 28 750 осіб (2020).

## Населені пункти
У складі громади 1 місто (Тисмениця) і 18 сіл:
- Вільшаниця
- Клубівці
- Красилівка
- Липівка
- Марківці
- Милування
- Нова Липівка
- Нові Кривотули
- Одаї
- Погоня
- Пшеничники
- Рошнів
- Слобідка
- Старі Кривотули
- Студинець
- Терновиця
- Хом'яківка
- Чорнолізці